# Universität Bern
Universität Bern (latin: Universitas Bernensis, engelska: University of Bern) är ett statligt universitet i huvudstaden Bern i Schweiz. Det grundades 1834.
Högskolan är en av de främsta i Schweiz. Det rankas som det 105:e främsta lärosätet i världen i Times Higher Educations ranking av världens främsta lärosäten 2018.